# Manuel Santos
Manuel Santos (* 10. Februar 2005 als Manuel Philipp Santos Gelke) ist ein deutscher Schauspieler.

## Leben
Im Alter von elf Jahren meldete sich Santos bei einer Schauspielagentur an und nahm an einem Casting für den Kinofilm Benjamin Blümchen teil. Er erhielt die Hauptrolle des Otto und drehte im Frühjahr 2017 seinen ersten Kinofilm.
Im Jahr 2018 stand er für den Kinofilm TKKG in der Hauptrolle des Karl Vierstein vor der Kamera und spielte 2019 bei der Arztserie Nachtschwestern mit.
Er gewann 2018 mit einer Pflanzendüngerdosieranlage für Aquarien den ersten Preis in der Kategorie „Technik“ beim Landeswettbewerb Jugend forscht. Außerdem gewann er bei der Mathematikolympiade und das Känguru der Mathematik. Beim Pangea-Mathematikwettbewerb belegte er in Berlin Platz 1 und in Deutschland Platz 25.

## Filmographie
- 2019: TKKG (Spielfilm)
- 2019: Nachtschwestern – Sturmwarnung (Fernsehserie)
- 2019: Benjamin Blümchen (Spielfilm)
- 2020: Mario Barth deckt auf
- 2021: SOKO Potsdam – Odas Geheimnis (Fernsehreihe)
- 2021, 2023: Die Heiland – Wir sind Anwalt: 48 Stunden, Die Lüge (Fernsehserie)
- 2024: Das Küstenrevier (Fernsehserie)
- 2025: Notruf Hafenkante - Hallers letzte Schicht (Fernsehserie)